# Luis Arata
Luis Arata (Buenos Aires, 23 de agosto de 1895-Buenos Aires, 21 de junio de 1967) fue un clásico actor de teatro, cine y televisión.

## Carrera artística
Sugerido por Roberto Casaux, en 1914 inició su carrera acompañando a Enrique de Rosas en el Teatro Variedades. En 1916 debutó en el cine mudo con Resaca, de Atilio Lippizi, donde participó Camila Quiroga y Arata intervino en su versión teatral. En 1921 actuó en ¡Con pistola, a siete pasos!, de Julio F. Escobar. En 1923 formó su propia compañía de teatro con Leopoldo Simari y José Franco, estrenando Morriña, morriña mía, escrita por Enrique García Velloso.
Compuso muchos personajes de gran humanidad, generalmente grotescos como Crisantemo Panduriño, un portero que con libro de Luis Parks y L.M. Sánchez personificaba por LR3 Radio Belgrano y popularizaba la frase: "¡Qué risa con doña Luisa!". Aunque la composición que mayor éxito le dio fue la de Plácido, también portero, con guiones de Ricardo Menecier. En 1931 presentó la revista El pueblo quiere saber de qué se trata y tras filmar Los caballeros de cemento, de poco éxito, protagonizó Los tres berretines (1933) al lado de Luis Sandrini; y fue parte del elenco de Il berretto a sonagli (El gorro de cascabeles, en español), por el cual fue felicitado por su autor, Luigi Pirandello. 
A partir de este labor su carrera cinematográfica fue en ascenso, componiendo a Serapio en Lo que le pasó a Reynoso en 1937. Ese mismo año acompañó a Irma Córdoba en La muchacha del circo, interpretó al padre del personaje interpretado por  José Gola en el dramático film Fuera de la ley y fue "cabeza de compañía" en 1938 junto a Franco y Simari en el Teatro Nacional. Fue dirigido por importantes directores como Daniel Tinayre, Manuel Romero y Augusto César Vatteone en filmes como Giácomo, El tesoro de la isla Maciel, Mateo (versión de la obra de Armando Discépolo, la cual ya había estrenado en teatro), etc. En Busco un marido para mi mujer, protagonizó esta comedia con Nedda Francy, quien se retiró a temprana edad. En 1942 actuó junto a Libertad Lamarque en Ceniza al viento, éxito de la época.
Posteriormente encarnó a Don Hilario, guardián de una plaza; el cual fue presentado en un programa radial escrito por Miguel Petrucelli y Eric Della Valle, donde su partenaire fue el actor Eduardo González, apodado "Gonzalito". En 1943 fue designado presidente de la Casa del Teatro y en 1945 estelarizó la obra de Molière El Avaro, con dirección de Antonio Cunill Cabanellas.
Después de un corto período de inactividad en el espectáculo reapareció en un breve pero destacado papel en Barrio gris, de 1954. Incursionando en varios filmes, llegó a destacar en La morocha, donde compuso el personaje de Joaquín Soler acompañando a Tita Merello y Alfredo Alcón, y en Cinco gallinas y el cielo, uno de sus últimos trabajos cinematográficos, donde fue dirigido por Rubén W. Cavallotti y fue uno de los protagonistas masculinos junto a Narciso Ibáñez Menta: por aquel trabajo fue premiado como Mejor Actor de Reparto por el Instituto de Cine de Argentina. Habiendo incursionado en 17 títulos, varias de sus películas tardaron en estrenarse debido a problemas políticos de aquellos años aparentemente.
Adquirió popularidad en los ciclos de televisión Don Camilo y La hora Fate, por Canal 9. Incursionó asiduamente en teatro participando de una infinidad de obras, entre ellas Caramelos surtidos (1960), en el Teatro Presidente Alvear. A principios de junio de 1967 fue intervenido quirúrgicamente de un riñón, falleciendo a los 71 años el 21 de junio de ese año en Buenos Aires. Su cuerpo fue velado en la Casa del Teatro. Estuvo casado con la actriz Berta Gangloff, quien lo acompañó en teatro asiduamente.

## Filmografía
- La morocha (1958)
- Cinco gallinas y el cielo (1957)
- El festín de Satanás (1955)
- Barrio gris (1954)
- Los hijos del otro (1947)
- Ceniza al viento (1942)
- El tesoro de la isla Maciel (1941)
- Giácomo (1939)
- Busco un marido para mi mujer (1938)
- Mateo (1937)
- Fuera de la ley (1937)
- La muchacha del circo (1937)
- Lo que le pasó a Reynoso (1937)
- Los tres berretines (1933)
- Los caballeros de cemento (1930)
- Resaca (1916)

## Teatro
- 1937: Yo seré como tu quieras.